# جان بابتيست تاتي لوتارد
جان بابتيست تاتي لوتارد (بالفرنسية: Jean-Baptiste Tati Loutard)‏ (15 ديسمبر 1938 - 4 يوليو 2009)، سياسي وشاعر كونغولي. بعد أن شغل سابقًا منصب وزير التعليم العالي ووزير الفنون والثقافة، شغل منصب وزير الهيدروكربونات في حكومة الكونغو ببرازافيل من 1997 إلى 2009؛ كما كان مؤسس ورئيس حركة العمل من أجل التجديد، وهي حزب سياسي. وبعيدا عن السياسة، نشر تاتي لوتارد العديد من كتب الشعر والأدب بشكل عام.

## مشواره
ولد تاتي لوتارد في عام 1938 في مدينة بوانت نوار الساحلية وحضر مدرسة شامينادي الثانوية والمدرسة المريمية في برازافيل عاصمة الكونغو. حصل على شهادات علمية في الأدب الحديث عام 1964 والأدب الإيطالي عام 1964 من جامعة بوردو. عاد تاتي لوتارد إلى برازافيل عام 1966 للتدريس في مركز الدراسات العليا. نشر كتاب «أشعار البحر» عام 1968 واستمر في النشر بانتظام. تقدمت مسيرته التدريسية وحصل تاتي لوتارد على منصب مدير كل من كلية العلوم الإنسانية ومركز التعليم العالي في برازافيل.

### حياته الأدبية
في عام 1984 تم اختياره مع اثنين فقط من الشعراء وهم «تشيكايا أو تامسي» و«إيمانويل دونجالا» لتمثيل شعر بلاده في كتاب «البطريق للشعر الأفريقي الحديث».
في عام 1986، وُصف جان بابتيست تاتي لوتارد بأنه «شاعر جيله البارز». فاز تاتي لوتارد بالعديد من الجوائز عن أعماله. حصل على «جائزة أليون ديوب الأفريقية للرسائل» عام 1982 عن «سجلات كونغولية جديدة» وجائزة «أول أفريكا أوكجيبو» للشعر عام 1987 عن «تقليد الأحلام». وفي عام 1987 فاز أيضًا بالجائزة الكبرى لأفريقيا السوداء الأدبية عن فيلم «قصة الموت». وقد نشر أيضًا قصصًا قصيرة في سجلات كونغولية عام 1974. تناقش القصص قضايا مثل المحسوبية والفساد والدعارة والبطالة ومشاكل الهجرة. وفي عام 1979 نشر «سجلات كونغولية جديدة» الذي يحلل فيه انتقال المجتمع الكونغولي بعد الاستقلال.

## مختارات من أعماله

### الشعر
- 1968 - (قصائد البحر)[12]
- 1968 - (الجذور الكونغولية)
- 1970 - (الوجه الخفي للشمس )
- 1974 (معايير الزمن)
- 1998 - كتاب البطريق للشعر الأفريقي الحديث[13]